# Тризен
Три́зен (нем. Triesen) — община в княжестве Лихтенштейн. Одна из 11 общин (коммун) , расположенная на юге страны. Она является третьей по величине общиной Лихтенштейна после Шаана и Вадуца, как по населению, так и по площади.
Население — 5230 человек (30 июня 2019). Площадь — 26,479 км². Официальный код — 7002. Почтовый индекс — 9495.

## География
Община Тризен граничит на севере с общиной Вадуц, на северо-востоке находится община Тризенберг, на юге кантон Граубюнден (Швейцария), на юго-западе Бальцерс и на западе кантон Санкт-Галлен (Швейцария).

## Население
- 2009 — 4688 жителей.
- 2011 — 4826 жителей.
- 2012 — 4834 жителей.
- 2013 — 4913 жителей.

Bevölkerungsstatistik 31. Dezember 2012
История и культурное значение
Тризен является одной из старейших общин Лихтенштейна. Первые письменные упоминания о ней относятся к 1155 году. Здесь можно найти множество исторических памятников и зданий, таких как старая церковь Святого Галлуса (построена в 15 веке) и различные традиционные дома, сохранившие элементы средневековой архитектуры.
Экономика и инфраструктура
Тризен является важным экономическим центром Лихтенштейна, где расположены как промышленные предприятия, так и финансовые учреждения. Благодаря своей близости к швейцарской границе, Тризен также служит транспортным узлом для грузов и пассажиров, направляющихся в Швейцарию.
Природа и туризм
Община известна своими живописными пейзажами, включающими горные массивы и долины. Здесь расположены многочисленные маршруты для пеших прогулок и велосипедных поездок, что делает Тризен популярным местом для туристов и любителей активного отдыха.